# Kanton Ménigoute
Kanton Ménigoute (fr. Canton de Ménigoute) je francouzský kanton v departementu Deux-Sèvres v regionu Poitou-Charentes. Skládá se z 11 obcí.

## Obce kantonu
- Chantecorps
- Coutières
- Fomperron
- Les Forges
- Ménigoute
- Reffannes
- Saint-Germier
- Saint-Martin-du-Fouilloux
- Vasles
- Vausseroux
- Vautebis